# 시게하라촌
시게하라촌(重原村)은 아이치현 헤키카이군에 설치되었던 촌이다. 현재의 가리야시에 해당한다.